# ウェンディ・ラーナー
ウェンディ・ラーナー (Wendy Larner) は、グローバリゼーション、ガバナンス、ジェンダーといった学際的領域に取り組んでいるニュージーランドの社会科学者。彼女は、ニュージーランドのウェリントンにあるヴィクトリア大学ウェリントンでプロヴォスト（学寮長）を務めている。2018年7月には、ニュージーランド王立協会の会長職を、リチャード・ベッドフォードから引き継いだ。
彼女はニュージーランド王立協会の名誉フェローであり、またイギリスの社会科学アカデミーのフェロー、ニュージーランド地理学会 (New Zealand Geographical Society) のフェローでもあり、過去には、ドイツ、アメリカ合衆国、イギリスの様々な大学に客員として滞在していた。2018年には、王立地理学会からヴィクトリア・メダルを授与された。同じく2018年には、影響力のある女性に与えられる New Zealand Women of Influence Award において、革新・科学賞 (Innovation and Science award) を贈られた。
ウェンディ・ラーナーは、かつてブリストル大学の人文地理学および社会学の教授を務めていた。